# James Stephen (homme politique britannique)
Pour les articles homonymes, voir James Stephen.
James Stephen (30 juin 1758 - 10 octobre 1832)  est le principal avocat anglais associé au mouvement pour l'abolition de l'esclavage. Stephen est né à Poole, Dorset ; la maison familiale étant ensuite transférée à Stoke Newington. Il se marie deux fois et est le père de James Stephen, grand-père de Sir James Fitzjames Stephen et Sir Leslie Stephen,  et arrière-grand-père de Virginia Woolf et Vanessa Bell.

## Jeunesse
James Stephen est né de James Stephen et de Sibella Stephen (née Milner). Il commence sa carrière en reportage sur les débats parlementaires pour le Morning Post. Il est admis au Lincoln's Inn en 1775  et y est admis au barreau en 1782 . Son père a auparavant été membre du Middle Temple mais l'a quitté avant d'être admis au barreau . James étudie également le droit au Marischal College d'Aberdeen pendant deux ans, mais arrête ses études par manque d'argent . L'année suivante, il part avec sa famille aux Antilles où ils vivent pendant les 11 années suivantes.
Il s'y établit comme avocat, devenant solliciteur général de Saint-Kitts, alors colonie britannique. Lors d'une visite à la Barbade, il est témoin du procès de quatre esclaves noirs pour meurtre. Le procès, qui déclare les hommes coupables des accusations portées contre eux, est considéré par beaucoup comme une grave erreur judiciaire. Les hommes sont condamnés au Bûcher, et la révulsion de Stephens à la fois au procès et au verdict l'amène à jurer de ne jamais garder d'esclaves lui-même et à s'allier avec le mouvement abolitionniste.
Stephen s'oppose à l'ouverture de Trinidad à l'utilisation de la main-d'œuvre esclave lorsque l'île est cédée aux Britanniques en 1797, recommandant à la place que les terres de la Couronne ne soient accordées que pour les domaines qui soutiennent l'immigration d'Africains libres. Il considère qu'outre les arguments évangéliques en faveur de la libération de l'esclavage, la sécurité intérieure, en particulier vis-à-vis des intérêts français potentiels, pouvait être obtenue dans les îles britanniques des Antilles en améliorant les conditions des esclaves.
Stephen est un avocat qualifié dont la spécialité porte sur les lois régissant le commerce extérieur de la Grande-Bretagne. Il est un défenseur du système mercantiliste du commerce contrôlé sous licence gouvernementale. En octobre 1805 – le même mois que la flotte britannique sous Lord Nelson bat la flotte française – son livre parait : War in Disguise ; ou, les Fraudes des Drapeaux Neutres . Il appelle à l'abolition du commerce de transport des nations neutres, c'est-à-dire du commerce de transport américain, entre les îles françaises des Caraïbes et l'Europe, notamment la Grande-Bretagne. Les arguments de Stephen deux ans plus tard deviennent la base des décrets en conseil de la Grande-Bretagne, qui imposent des restrictions aux navires américains. L'application de cette loi par les navires de guerre britanniques conduit finalement à la guerre de 1812, même si les ordonnances sont abrogées le même mois que l'Amérique ait déclaré la guerre, à l'insu du Congrès américain.

## Abolitionnisme
Le deuxième mariage de Stephen est avec Sarah, sœur de William Wilberforce, en 1800, et grâce à cette connexion, il fréquente de nombreuses personnalités du mouvement anti-esclavagiste. Plusieurs de ses amitiés parmi les abolitionnistes se sont nouées à Clapham (foyer de la Secte de Clapham) où il a déménagé de Sloane Square en 1797. D'autres liens se nouent également dans le village de Stoke Newington à quelques kilomètres au nord de Londres, où le père de Stephen loue une maison familiale à partir de 1774 appelée Summerhouse. La propriété jouxte Fleetwood House et Abney House à Abney Park et se trouvait là où Summerhouse Road est construit aujourd'hui. À proximité se trouvent les résidences de trois éminents abolitionnistes quakers : William Allen (1770–1843), Joseph Woods l'aîné et Samuel Hoare Jr (1751–1825). Ces deux derniers sont membres fondateurs de l'organisme qui a précédé le Comité pour l'abolition de la traite des esclaves.
Anna Laetitia Barbauld, auteur de An Epistle to William Wilberforce (1791), vient également vivre à Stoke Newington en 1802. Inévitablement, Wilberforce devient également un visiteur fréquent de Stoke Newington, combinant des rencontres avec William Allen et son cercle Quaker avec des visites à sa sœur Sarah et à son beau-frère James.
Stephen en est venu à être considéré comme l'architecte en chef de la loi de 1807 sur la traite des esclaves, fournissant à Wilberforce la compétence juridique dont il avait besoin pour sa rédaction. Pour combler les lacunes signalées par certains critiques, il devient directeur de l'Institut africain pour l'enregistrement des esclaves à travers lequel il préconise un registre centralisé, administré par le gouvernement britannique, qui fournirait des statistiques précises sur toutes les naissances, décès et vente, de sorte que "tout Noir non inscrit serait présumé libre". Bien qu'il ait introduit de nombreuses idées pour renforcer le succès juridique de la cause abolitionniste, ce mécanisme qu'il croyait être "le seul moyen efficace d'empêcher les colons britanniques d'importer illicitement des esclaves africains" n'a jamais été repris. Son dernier engagement public est une allocution lors d'une réunion de l'Anti-Slavery Society à Exeter Hall en 1832.

## Député
De 1808 à 1815, James Stephen est député, d'abord pour Tralee et ensuite pour East Grinstead  et en 1811 Master in Chancery. Son manque d'éducation et son tempérament fougueux l'empêchent de rendre justice à des facultés naturelles considérables d'éloquence . En 1826, il publie une adresse au peuple et aux électeurs d'Angleterre, dans laquelle, faisant écho à ses discours, il obtient un certain succès en exhortant à l'élection de membres du parlement qui ne seraient pas des «outils de l'intérêt des Indes occidentales», ouvrant la voie à le deuxième projet de loi sur l'abolition qui est adopté en 1833.

## Famille
Trois fils du premier mariage de Stephen, avec Anna Stent à St Leonard's, Shoreditch en 1783, lui survivent et ont acquis une notoriété dans le droit, l'abolition et la fonction publique : Sir James Stephen (1789–1859), Henry John Stephen (en) (1787–1864), et Sir George Stephen (abolitionniste) (en) (1794–1879).
La deuxième épouse de Stephen est Sarah Wilberforce (vers 1757–1816), sœur aînée de William Wilberforce (1759–1833); Barbara Wilberforce (1799–1821) est sa nièce et la fille de William. En 1832, Stephen meurt et tous trois sont enterrés au cimetière de St Mary, Stoke Newington, Londres, avec la première femme de Stephen, sa mère et son père et deux de ses filles mortes en bas âge.

## Œuvres
- La crise des colonies sucrières (1802)
- Raisons de l'établissement d'un registre des esclaves (1815)
- Une défense du projet de loi pour l'enregistrement des esclaves (1816) Londres: J. Butterworth & Son et J. Hatchard
- Une enquête sur le droit et le devoir de contraindre l'Espagne à renoncer à sa traite des esclaves en Afrique du Nord (1816)
- L'Angleterre asservie par ses propres colonies d'esclaves: une adresse au peuple et aux électeurs d'Angleterre (1826)
- L'esclavage des Antilles britanniques (1824)